# ミウコヴィツェ - ヤシェン線
ミウコヴィツェ - ヤシェン線（ポーランド語: Linia kolejowa Miłkovice–Jasień）はドルヌィ・シロンスク県ミウコヴィツェとルブシュ県ヤシェンを結ぶポーランド国鉄の幹線鉄道路線で、現在ジャーリ - ヤシェン間は廃止されている。ミウコヴィツェ - ヴェングリニェツ間は3000 Vの直流で電化されており、全区間はかつてニーダーシュレージエン＝マルク鉄道（Niederschlesisch-Märkische Eisenbahn, NME）の本線であった。

## 歴史
1845年1月ベルリン＝フランクフルト鉄道会社とNMEが合併した。同年10月1日リークニッツ（現在レグニツァ） - ブンツラウ（現在ボレスワヴィエツ）間はアルンスドルフ（現在ミウコヴィツェ）経由で開通された。1846年9月1日にブンツラウ - フランクフルト（オーデル）間はガッセン（現在ヤシェン）を中間地点として開通された。1852年にNMEは王立プロイセン鉄道の管理局となった。
1875年5月15日新線がアルンスドルフ - ガッセン間に開通されて、コールフルト（現在ヴェングリニェツ）経由の既存鉄道よりおよそ30 km短くなった。特にコールフルト - ガッセン間の重要性は新線の開通で厳しく喪失した。ただし1874年6月にコールフルト - ルーラント間鉄道が開通されて、中部ドイツの鉄道網連結が強化された。
1920年にドイツ国営鉄道は帝国鉄道を継承して、この路線は国営鉄道の鉄道網に組み入れられた。1942年2月3日に軍用列車の兵士用客車内に暖房装置が列車の走行中に爆発した。この事故で20人が死亡して15人が負傷を負った。
第二次世界大戦の終戦後、ラウジッツ・ナイセ川とオーデル川以東はポーランド領となって、この路線はポーランド国鉄により引き受けられた。二番目の線路はヴェングリニェツ - シャーリ間で優先撤去されて、シャーリ - ヤシェン間も単線となった。
1985年12月電車線がレグニツァ - ヴェングリニェツ区間に設備された。
2003年4月ドイツの建設・交通省とポーランドの社会基盤省の間に、ベルリン - ワルシャワ間およびドレスデン - ヴロツワフ間鉄道共同業務および発展に関する協定が締結された。2010年末レグニツァ - ヴェングリニェツ間が改修されて、最高速度が160 km/hに向上したことでその協定は履行された。2010年12月にハンブルク - クラクフ間にユーロシティー系統がこの路線経由で導入されて、2014年12月まで運営された。シャーリ - レグニツァ間の所要時間はおよそ2時間であった。

## 運行形態
- 普通列車: ヴロツワフ - レグニツァ - ミウコヴィツェ - ホイヌーフ - オセトニツァ - オックミアニ - トマスゾーフ・ボレスワヴェツキ - ボレスワヴェツ - ゼブジドヴァ - ザガイニック - ヴェングリニェツ。